# Tatjana Dremelj
Tatjana Dremelj, slovenska pop pevka in tekstopiska, *29. avgust 1952, Celje

## Glasbena kariera
Svojo pevsko kariero je pričela kot pevka lokalnih glasbenih skupin in prvikrat  javno nastopila skupaj z New swing quartetom v oddaji Radia Celje s pesmijo Amazing Grace. Iz ene takšnih skupin je nastal kvartet ULTRA 4, ki se je pojavil na slovenski glasbeni sceni takoj po razpadu Belih vran .  Skupino so sestavljali Mladen Zorec, Pino Zagoričnik, Tatjana Dremelj in Majda Petan. Leta 1974 je kot članica skupine »Ultra« prvič nastopila na Slovenski popevki, kjer so za pesem Vaska Repnica »Potepuh« prejeli 3. nagrado občinstva.  V tej zasedbi se je kvartet ULTRA 4 udeležil vseh pomembnejših festivalov v takratni Jugoslaviji: Slovenska popevka, Vesela jesen, Splitski festival, Zagreb fest. Posneli so mnoge uspešne skladbe znanih slovenskih in jugoslovanskih avtorjev. S pesmijo POTEPUH so zasedli 2. mesto na festivalu Slovenska popevka. Po razpadu skupine Ultra se je oblikovala nova skupina »Ultra 3« (Tatjana Dremelj, Daniela Podlesnik, Mladen Zorec). Leta 1977 se je kot solistka in kot del skupine »Ultra 3« udeležila Velike karavane popularnih, v sklopu katere se je odvijal tudi festival mladih izvajalcev Pop Raly, ki jo je organizirala ZKP RTV Slovenije. Na tem festivalu je postala dvakratna nagrajenka, in sicer se je s pesmijo »Moja pesmica« avtorja Ota Pestnerja uvrstila na 1. mesto, S pesmijo Ota Pestnerja »Moj stari klavir in nova kitara« v izvedbi skupine »Ultra 3« pa na 3. mesto. Leta 1978 jo je k sodelovanju povabila skupina »Pepel in kri«.  Z njimi je za Radio Slovenija posnela 3 pesmi in jih spremljala na veliki turneji »Dnevi jugoslovanske kulture« po Sovjetski zvezi, leta 1981 pa so skupaj nastopili tudi na festivalu »Vaš šlager sezone« v Sarajevu, s pesmijo »Glasajte za nas«. 
Zatem se je pričela bolj posvečati samostojni karieri, v kateri je sodelovala s številnimi priznanimi glasbenimi ustvarjalci (J. Privšek, M. Sepe, T. Hrušovar, J. Golob, T. Domicelj, B. Rodošek, A. Soss, Jure Robežnik, O. Pestner, V. Delać, S. Mihaljinec, T. Kozlevčar, S. Fajon, Andrej Pompe …) in glasbenimi skupinami (Ultra, Ultra 3, Pepel in kri, Hazard, Black&White…) in drugimi solisti (Elda Viler, Ditka Haberl, Ivo Mojzer, Alfi Nipič, Miro Ungar, Oto Pestner, Kičo Slabinac, Zdravko Čolić, Edvin Flisar, Vedran Ivčič, Bisera Veletanlić…)  ter se udeleževala številnih domačih in tujih festivalov (Slovenska popevka, Melodije morja in sonca, Vesela jesen, Festival šansonov Rogaška, Opatijski festival, Splitski festival, Vaš šlager sezone, Zagrebški festival, Festival rodoljubnih pesmi Beograd…). Na SLOVENSKI POPEVKI 1978 se je uvrstila na 2. mesto – nagrada mednarodne strokovne žirije in Srebrna kitara revije STOP za pesem "Vračam se nazaj domov" (A. Soss). Kot predstavnica JRT se je leta 1983 udeležila International festival of Maltese song s pesmijo "Spomni se, prijatelj ", kjer je osvojila 1. mesto – nagrada mednarodne strokovne žirije (11 držav) za pesem Habib Tinsiex (malteški avtor G. Agius, priredba Mojmir Sepe). Istega leta je na festivalu Melodije morja in sonca odpela pesem "Moj mornar", ki je prejela nagrado za najboljšo priredbo (J. Golob).
S pesmijo je prepotovala dobršen del Evrope (Nemška demokratična republika, Zvezna republika Nemčija, Švica, Avstrija, Italija, Malta) in Sovjetsko zvezo. Posnela je več samostojnih plošč, kaset in CD ter nekaj velikih in malih kompilacijskih plošč in kaset (Jugoton, ZKP RTV Slovenija, Helidon).
Leta 1989 je zaradi družinske tragedije začasno prekinila svojo glasbeno kariero. Na kulturno sceno se je vrnila leta 1991, ko je z dramsko igralko SLG Celje Anico Kumer ustanovila projektno gledališče »Dva obraza«. S  to avtorsko celovečerno glasbeno-gledališko predstavo »Trenutek za pesem«, v kateri je pela šansone Anice Kumer na glasbo Marjana Bezgovška s koreografijo Igorja Jelena, sta obiskali več slovenskih krajev ter nastopili tudi v SLG Celje in Mali Drami v Ljubljani. Žal je 10-dnevna vojna za Slovenijo onemogočila izvajanje in širjenje programa gledališča, zato je bil projekt ustavljen. 
Leta 1996 je pri Založbi Helidon izšel njen zadnji CD in kaseta »Zaljubljena«. Takrat se je po izboru poslušalk in poslušalcev kar 5 pesmi uvrstilo zelo visoko na različnih radijskih lestvicah popularnih po Sloveniji, naslovna pesem "Zaljubljena" pa je skoraj ves mesec ostajala na 1. mestu. Posnela je tudi videospot za pesem »Dala sem vse«  iz CD "Zaljubljena" z režiserjem Vinči Vogue Anžlovarjem. Leta 2022, je njena dolgoletna založba Helidon izdala LP vinilno ploščo in tako počastila njen osebni jubilej (70 let) z njenimi najlepšimi ljubezenskimi pesmimi s preprostim naslovom TATJANA DREMELJ.  
SODELOVANJE - KOMPOZITORJI
- Jože Privšek
- Mojmir Sepe
- Tadej Hrušovar
- Jani Golob
- Tomaž Domicelj
- Berti Rodošek
- Ati Soss
- Dečo Žgur
- Jure Robežnik
- Oto Pestner
- Andrej Pompe
- Vasko Repinc
- Vladimir Delač
- Stjepan Mihaljinec
- Igor Savin
- Vlado Kos
- Sašo Fajon

## Nastopi na glasbenih festivalih

### Pop Raly
- 1977: Moja pesmica - 1. mesto
- 1977: Moj stari klavir in nova kitara (ULTRA 3)

### Festival Vesela jesen:
- 1979 – Pridi f toti Maribor (glasba A. Resnik, besedilo M. Cilenšek, aranžma E. Holnthaner)

- 1981 – Dečva s Koroške (glasba K. Doler, besedilo E. Dobnik, aranžma B. Rodošek)

- 1982 – Hej, kaj si reka že (glasba M. Putarek, besedilo K. Fras, aranžma M. Ferleš)

- 1983 – Moj lubi bija je mlinar (glasba D. Žgur, besedilo D. Škerlavaj, aranžma D. Žgur)

- 1984 – Jan'z je pr'šou s harmonko (glasba J. Mali, besedilo M. Slana, aranžma E. Holnthaner)

- 1985 – Mesec in zlata jesen (glasba E. Glavnik, besedilo M. Golar, aranžma B. Adamič)

- 1986 – Muzikant  (glasba E. Glavnik, besedilo M. Golar, aranžma B. Adamič)

### Festival Slovenska popevka:
- DNEVI SLOVENSKE ZABAVNE GLASBE, Celje 1978 – Vračam se nazaj domov (glasba A. Soss, besedilo B. Šomen, aranžma A. Soss) - 2. mesto – nagrada mednarodne strokovne žirije in Srebrna kitara revije STOP

- DNEVI SLOVENSKE ZABAVNE GLASBE, Ljubljana 1979 – Ne dam ti srca (glasba F. Avsenak, besedilo E. Budau, aranžma J. Privšek)

- DNEVI SLOVENSKE ZABAVNE GLASBE, Ljubljana 1980 – Gostilniška miniatura (s skupino Predmestje, glasba in aranžma A. Pompe, besedilo D. Levski)

- DNEVI SLOVENSKE ZABAVNE GLASBE, Ljubljana 1981 – Obrazi (glasba A. Pompe, besedilo D. Levski, aranžma J. Golob)

- SLOVENSKA POPULARNA GLASBA »POP- ROCK«, Ljubljana 1983 – Pošlji mi pismo (glasba, besedilo, aranžma T. Domicelj)

### Melodije morja in sonca
- 1979: Vračam se v Piran (glasba, aranžma J. Privšek, besedilo E. Budau)
- 1980: Daj mi srce - 4. nagrada občinstva (glasba, aranžma B. Rodošek, besedilo T. Rodošek)
- 1981: Praviš mi, praviš ti (glasba, aranžma B. Rodošek, besedilo T. Rodošek)
- 1982: Poletna zgodba (glasba M. Golob, besedilo M. Slana, aranžma J. Golob)
- 1983: Moj mornar - nagrada strokovne žirije za najboljšo priredbo (glasba, aranžma V. Repinc, besedilo D. Repinc)

### Festival VAŠ ŠLAGER SEZONE 1976, Sarajevo:
- Glasajte za nas s skupino Pepel in kri (glasba T. Hrušovar, 9. mesto med 16 izvajalci)

### Festival BEOGRADSKO PROLEČE 1980, Beograd:
- Tvoje noči, moje noči  (glasba in besedilo O. Pestner, aranžma T. Kozlevčar)

### OPATIJSKI festival 1981, Opatija:
- Klavirska igra (glasba A. Pompe, besedilo D. Levski, aranžma J. Golob)

### Festival KAJKAVSKE POPEVKE 1982, Krapina:
- Licitarsko srce s kipcem (glasba V. Delač, besedilo M. Jambrešić, aranžma S. Mihaljinec)

INTERNATIONALI  FESTIVAL OF MALTESE SONG 1983
- "Spomni se, prijatelj ", Habib Tinsiex (glasba G. Agius, priredba Mojmir Sepe).

### Izbor za PESEM EVROVIZIJE 1983, Novi Sad:
- So najlepše pesmi že napisane s skupino Hazard

### Festival EVERGREEN 1985, Vransko:
- Oj, Celje, ti mesto belo (B. Adamič)

### SPLITSKI festival 1986, Split:
- Zavrti kat kad telefon s skupino Black&White (glasba, aranžma T. Kozlevčar, besedilo J. Flamengo)

### Festival JUGOSLOVANSKI ŠANSON, Rogaška Slatina:
- 1988 – Balada o izgubljeni nežnosti (glasba, aranžma J. Privšek, besedilo B. Štampe)

- 1989 – Nekega dne (glasba, aranžma J. Robežnik, besedilo S. Rozman)

## Diskografija - Tatjana Dremelj
- ZKP RTV Ljubljana – Samostojna mala plošča MOJA PESMICA, 1977
- ZKP RTV Ljubljana – Samostojna mala plošča  TVOJE NOČI, MOJE NOČI, 1980
- ZKP RTV Ljubljana – Samostojna kaseta TATJANA DREMELJ, 1981
- ZKP RTV Ljubljana – Kompilacija kaseta OPATIJA, 1981
- ZKP RTV Ljubljana – Kompilacija LP plošče in kasete SLOVENSKA POPEVKA, 1978 79,80,81,83
- ZKP RTV Ljubljana – Kompilacija LP plošče in kasete VESELA JESEN, 1979,81,82,83,84,85,86
- ZKP RTV Ljubljana – Kompilacija LP plošča in kaseta OPATIJSKI FESTIVAL, 1981
- Založba JUGOTON – 2 x Kompilacije LP plošče PESMI EVROVIZIJE, 1974
- Založba JUGOTON – Mala plošča Duet Miro Ungar & Tatjana Dremelj SAN SALITO, 1979
- Založba HELIDON – Samostojna kaseta HOČEŠ, NOČEŠ, TVOJA SEM, 1987
- ZKP RTV Ljubljana – Kaseta Oto Pestner z gosti / Tatjana Dremelj: BIL SI SAMO MOJ, 1990
- Založba HELIDON – Samostojen CD in kaseta ZALJUBLJENA, 1996
- Založba HELIDON - Samostojen LP TATJANA DREMELJ, 2022 (Jubilejna izdaja ob 70 letnici)

### Največje uspešnice
- Moja pesmica – 1977
- Bil si samo moj – 1977
- Vračam se nazaj domov – 1978
- Vračam se v Piran – 1979
- V avtu pred menoj
- Daj mi srce – 1980
- Dala sem ti vse – 1996
- Čarodej (Oto Pestner/Tatjana Dremelj/Tomaž Kozlevčar) (1987)
- Kdo si ti (Oto Pestner/Tatjana Dremelj/Oto Pestner) (1994)
- Svobodna sem (Sašo Fajon/Miša Čermak/Sašo Fajon)
- Ti si zame vse (Sašo Fajon/Tatjana Dremelj/Sašo Fajon)
- Zaljubljena (Sašo Fajon/Tatjana Dremelj/Sašo Fajon)
- Ženska sem (Oto Pestner/Tatjana Dremelj/Oto Pestner) (1988)
- Življenje (Sašo Fajon/Miša Čermak/Sašo Fajon)

## Diskografija - Ultra 4
- 1974 – ZKP RTV Ljubljana – Potepuh  (LP Slovenska popevka) -

- 1974 – ZKP RTV Ljubljana – Putrca (Kaseta Vesela jesen)

- 1974 – ZKP RTV Ljubljana – Prisega ( na albumu Ota Pestnerja Zlato sonce in črna reka)

- 1974 – Založba JUGOTON – Hej haj brigade (LP Hej Tovariši, Orkester in zbor RTV Ljubljana)

- 1975 – ZKP RTV Ljubljana – Pomladni veter Aria (mala plošča z Ditko Haberl in Revijskim orkestrom RTV Ljubljana)

- 1975 – ZKP RTV Ljubljana – Pomladi v objem (Slovenska popevka)

- 1975 – ZKP RTV Ljubljana – Prava ljubezen (kaseta Vesela jesen)

- 1975 – Založba JUGOTON – Ča je, to je (LP Zabavne Melodije Split)

- 1975 – Založba JUGOTON – Mati ob sinovem grobu (1. jugoslovanski festival revolucionarnih in rodoljubnih pesmi ob praznovanju Dneva republike, Zagreb )

- 1976 – ZKP RTV Ljubljana – Mi smo popotniki (kaseta Slovenska popevka)

### Največje uspešnice
- Potepuh – 1974  3. mesto, nagrada občinstva

- Prisega – 1974

- Pomladi v objem – 1975

- Prava ljubezen – 1975
- Moj stari klavir in nova kitara - 1977 (ULTRA 3)